# La mariposa (tango)
La mariposa es una obra cuya letra pertenece a Celedonio Flores en tanto que la música es de autoría de Pedro Maffia, que fue estrenado por Francisco Canaro en el cabaré Royal Pigall en 1921. La primera grabación fue de Carlos Gardel en 1922, haciendo en años siguientes otros dos registros. Además de las versiones de varios cantores se destaca la versión instrumental de Osvaldo Pugliese.

## Los autores
Celedonio Esteban Flores ( Buenos Aires, 3 de agosto de 1896 - 28 de julio de 1947) fue un poeta argentino, de gran sensibilidad, muy popular letrista de tangos frecuentador de la bohemia porteña. Autor de versos lunfardos y también sentenciosos y moralizantes, entre los que destacaron los tangos Margot, Mano a mano, El bulín de la calle Ayacucho, Viejo smoking, Por qué canto así, Corrientes y Esmeralda, Muchacho, Sentencia, Si se salva el pibe y La musa mistonga. Algunas de sus obras fueron reunidas en los poemarios Chapaleando barro, Pasa el organito y otros volúmenes en los que recreó con vigor y patetismo la vida de la gente humilde.
Pedro Mario Maffia ( Buenos Aires, 28 de agosto de 1899 – ídem., 16 de octubre de 1967) fue un bandoneonista, director, compositor y docente argentino. Es considerado uno de los grandes bandoneonistas de Argentina. Algunos de sus tango] más famosos son  Taconeando, Amurado (compuesto junto a Pedro Laurenz) y  Ventarrón. Años después, ya retirado, Maffia en un reportaje decía que de los más de cientangos que había escrito sus dos primeros tangos, El pelele y La mariposa eran los que más satisfacción le seguían dando.

## Creación y estreno del tango
Celedonio Flores fue presentado a Maffia por un amigo de este en un bar de Villa Crespo y sabedor de que Flores ya había escrito la letra de Mano a Mano le dio la música que ya había titulado La mariposa, para que hiciera la letra. Fue estrenado en 1921 por Francisco Canaro en el cabaré Royal Pigall que estaba ubicado donde luego se instaló el Tabarís y al año siguiente lo grabó Carlos Gardel para el sello Odeón en sistema acústico; posteriormente lo registró en otras dos oportunidades  en el sistema eléctrico de grabación.

## La letra
La letra está hecha en lenguaje culto, con la sola excepción del término pebeta que corresponde al lunfardo, que dominaba muy bien Celedonio Flores; sin embargo, gracias a este tango, la palabra mariposa se incorporó al lunfardo refiriéndose a la mujer en la cual el desamor y el abandono es solo “buscar el encanto de otra flor”, algo equivalente a la expresión tomada de la ópera Rigoletto de Giuseppe Verdi (1850 usada como sentencia humorística en la Argentina La donna é móbile / qual piuma al vento. El argumento es el abandono y el desamor, al que se refieren estas estrofas:
No es que esté arrepentido
de haberte querido tanto;
lo que me apena es tu olvido
y tu traición
me sume en amargo llanto.
¡Si vieras! Estoy tan triste
que canto por no llorar...
Si para tu bien te fuiste
para tu bien
te tengo que perdonar”.

## Versiones
Entre otros cantantes, lo registraron, además de Gardel,  Hugo del Carril, Alberto Gómez, Alberto Marino, Raúl Lavié, Virginia Luque, Hugo Marcl, Miguel Montero, Edmundo Rivero con la orquesta de Aníbal Troilo, Roberto Rufino y Ángel Vargas. Como versión instrumental se destaca la que ejecutó Osvaldo Pugliese sobre el arreglo de Julián Plaza estrenada en 1965 en el local La Armonía. Plaza recordó sobre dicha versión:

"En el comienzo hice una base rítmica bien de tipo Pugliese, un marcado de su estilo, y fui intercalando la melodía del tango, la primera parte un poco cambiada pero fácilmente identificable. Cuando retomo la primera parte, una vez expuestas la primera y la segunda,,, decidí que debía jugar una parte importante el piano,y es donde se destaca el maestro. Después entra la tercera parte, cargada con una armonización más pesada, más profunda. Y vuelvo a la primera parte, que ahora hace el bandoneón, y a un pianísimo donde juega la cuerda, para pasar a la sonoridad amplia, vriada, a toda orquesta, del final."